# Frank Crawford Sites

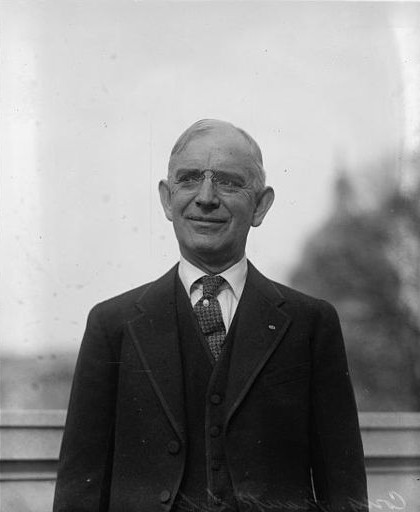
Frank Crawford Sites (1923)

Frank Crawford Sites (* 24. Dezember 1864 in Shippensburg, Cumberland County, Pennsylvania; † 23. Mai 1935 in Harrisburg, Pennsylvania) war ein US-amerikanischer Politiker. Zwischen 1923 und 1925 vertrat er den Bundesstaat Pennsylvania im US-Repräsentantenhaus.

## Werdegang
Im Jahr 1875 zog Frank Sites mit seinen Eltern nach Harrisburg, wo er die öffentlichen Schulen besuchte. Danach absolvierte er eine Lehre als Uhrmacher und Juwelier. In den folgenden Jahren arbeitete er in diesen Branchen. Zwischen 1903 und 1912 war er Vorsitzender des Schulausschusses der Stadt Harrisburg; von 1913 bis 1922 fungierte er dort als Posthalter. Politisch schloss er sich der Demokratischen Partei an.
Bei den Kongresswahlen des Jahres 1922 wurde Sites im 19. Wahlbezirk von Pennsylvania in das US-Repräsentantenhaus in Washington, D.C. gewählt, wo er am 4. März 1923 die Nachfolge des Republikaners John Marshall Rose antrat. Da er im Jahr 1924 nicht bestätigt wurde, konnte er bis zum 3. März 1925 nur eine Legislaturperiode im Kongress absolvieren.
Nach dem Ende seiner Zeit im US-Repräsentantenhaus kehrte Frank Sites nach Harrisburg zurück, wo er im Wertpapiergeschäft arbeitete. Dort ist er am 23. Mai 1935 auch verstorben.